# Eucereon pyrozona
Eucereon pyrozona är en fjärilsart som beskrevs av George Francis Hampson 1911. Eucereon pyrozona ingår i släktet Eucereon och familjen björnspinnare. Inga underarter finns listade i Catalogue of Life.